# Villers-Allerand
Pour les articles homonymes, voir Villers.
Villers-Allerand est une commune française située dans le département de la Marne, en région Grand Est.

## Géographie
| Villers-aux-Nœuds | Champfleury      | Montbré           |
| Sermiers          | Villers-Allerand | Rilly-la-Montagne |
|                   | Germaine         |                   |

### Hydrographie

#### Réseau hydrographique
La commune est traversée par la ligne de partage des eaux entre les régions hydrographiques « la Seine de sa source au confluent de l'Oise (exclu) » et « la Seine du confluent de l'Oise (inclus) à l'embouchure » au sein du bassin Seine-Normandie. Elle est drainée par la Germaine, le Fossé de la Bastille et le ruisseau de l'Herbesonne,.
La Germaine, d'une longueur de 10 km, prend sa source dans la commune de Rilly-la-Montagne et se jette  dans la Livre à Fontaine-sur-Ay, après avoir traversé cinq communes. 

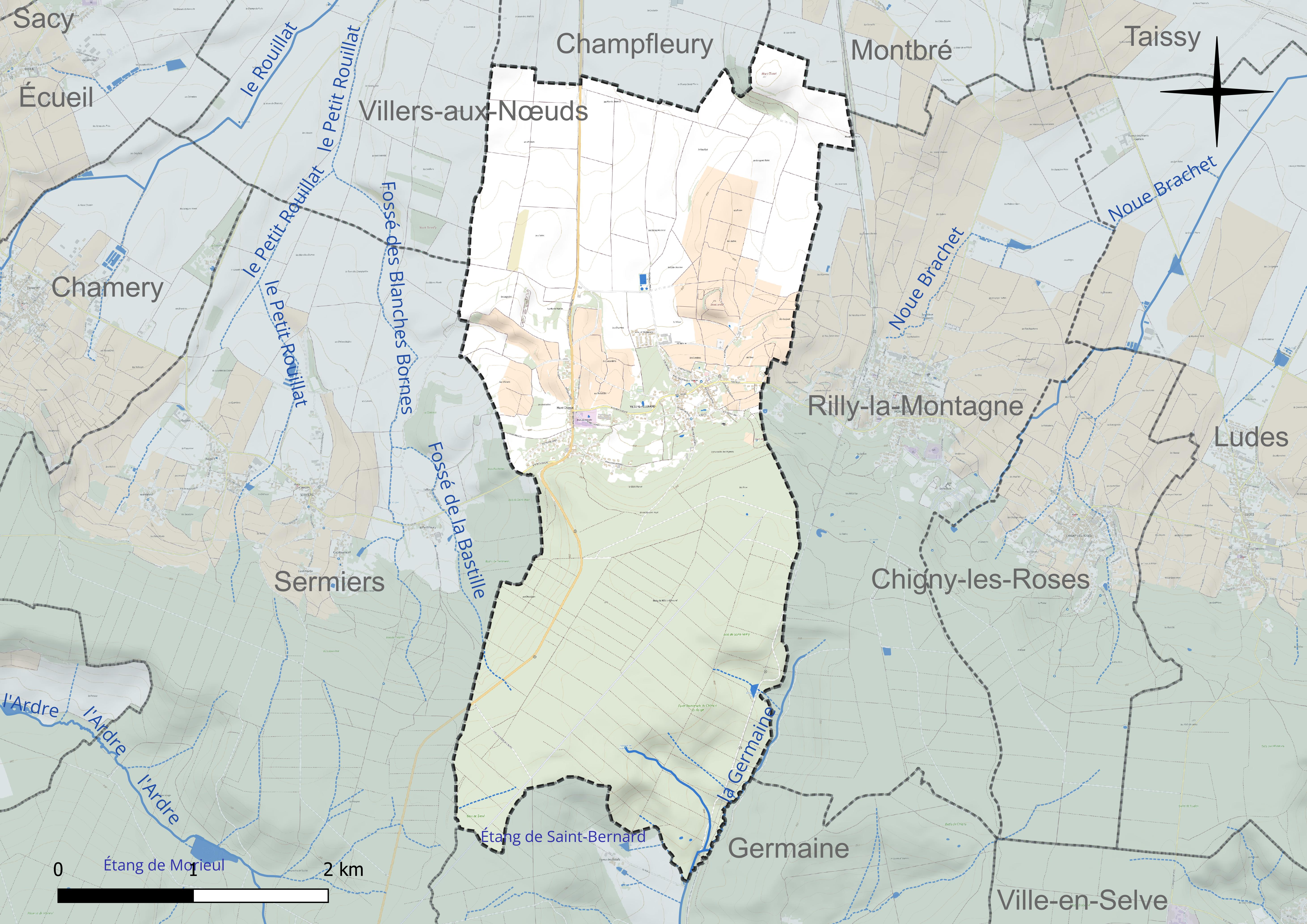
Réseau hydrographique de Villers-Allerand.

Un plan d'eau complète le réseau hydrographique : l'étang du Puits Quatre (0,3 ha),.

#### Gestion et qualité des eaux
Le territoire communal est couvert par le schéma d'aménagement et de gestion des eaux (SAGE) « Aisne Vesle Suippe ». Ce document de planification, dont le territoire s’étend sur 3 096 km2 répartis sur trois départements (Aisne, Marne et Ardennes) et deux régions (Champagne-Ardenne et Picardie), a été approuvé le 16 décembre 2013. La structure porteuse de l'élaboration et de la mise en œuvre est le Syndicat d’aménagement des bassins Aisne Vesle Suippe (SIABAVES). 
La qualité des cours d’eau peut être consultée sur un site dédié géré par les agences de l’eau et l’Agence française pour la biodiversité. 

### Climat
Pour des articles plus généraux, voir Climat du Grand Est et Climat de la Marne.
En 2010, le climat de la commune est de type climat océanique dégradé des plaines du Centre et du Nord, selon une étude du Centre national de la recherche scientifique s'appuyant sur une série de données couvrant la période 1971-2000. En 2020, Météo-France publie une typologie des climats de la France métropolitaine dans laquelle la commune est exposée à un climat océanique altéré et est dans la région climatique  Nord-est du bassin Parisien, caractérisée par un ensoleillement médiocre, une pluviométrie moyenne régulièrement répartie au cours de l’année et un hiver froid (3 °C). 
Pour la période 1971-2000, la température annuelle moyenne est de 10,9 °C, avec une amplitude thermique annuelle de 16,4 °C. Le cumul annuel moyen de précipitations est de 773 mm, avec 12,2 jours de précipitations en janvier et 7,6 jours en juillet. Pour la période 1991-2020, la température moyenne annuelle observée sur la station météorologique de Météo-France la plus proche, « Mailly-civc », sur la commune de Mailly-Champagne à 6 km à vol d'oiseau, est de 11,2 °C et le cumul annuel moyen de précipitations est de 755,5 mm. 
La température maximale relevée sur cette station est de 39,8 °C, atteinte le 25 juillet 2019 ; la température minimale est de −20 °C, atteinte le 16 janvier 1985,,. 
Les paramètres climatiques de la commune ont été estimés pour le milieu du siècle (2041-2070) selon différents scénarios d'émission de gaz à effet de serre à partir des nouvelles projections climatiques de référence DRIAS-2020. Ils sont consultables sur un site dédié publié par Météo-France en novembre 2022.

## Urbanisme

### Typologie
Au 1er janvier 2024, Villers-Allerand est catégorisée bourg rural, selon la nouvelle grille communale de densité à sept niveaux définie par l'Insee en 2022.
Elle est située hors unité urbaine. Par ailleurs la commune fait partie de l'aire d'attraction de Reims, dont elle est une commune de la couronne,. Cette aire, qui regroupe 294 communes, est catégorisée dans les aires de 200 000 à moins de 700 000 habitants,.

### Occupation des sols
L'occupation des sols de la commune, telle qu'elle ressort de la base de données européenne d’occupation biophysique des sols Corine Land Cover (CLC), est marquée par l'importance des territoires agricoles (54,1 % en 2018), une proportion identique à celle de 1990 (54,1 %). La répartition détaillée en 2018 est la suivante : 
forêts (45,9 %), terres arables (34,8 %), cultures permanentes (12,4 %), zones agricoles hétérogènes (7 %). L'évolution de l’occupation des sols de la commune et de ses infrastructures peut être observée sur les différentes représentations cartographiques du territoire : la carte de Cassini (XVIIIe siècle), la carte d'état-major (1820-1866) et les cartes ou photos aériennes de l'IGN pour la période actuelle (1950 à aujourd'hui).

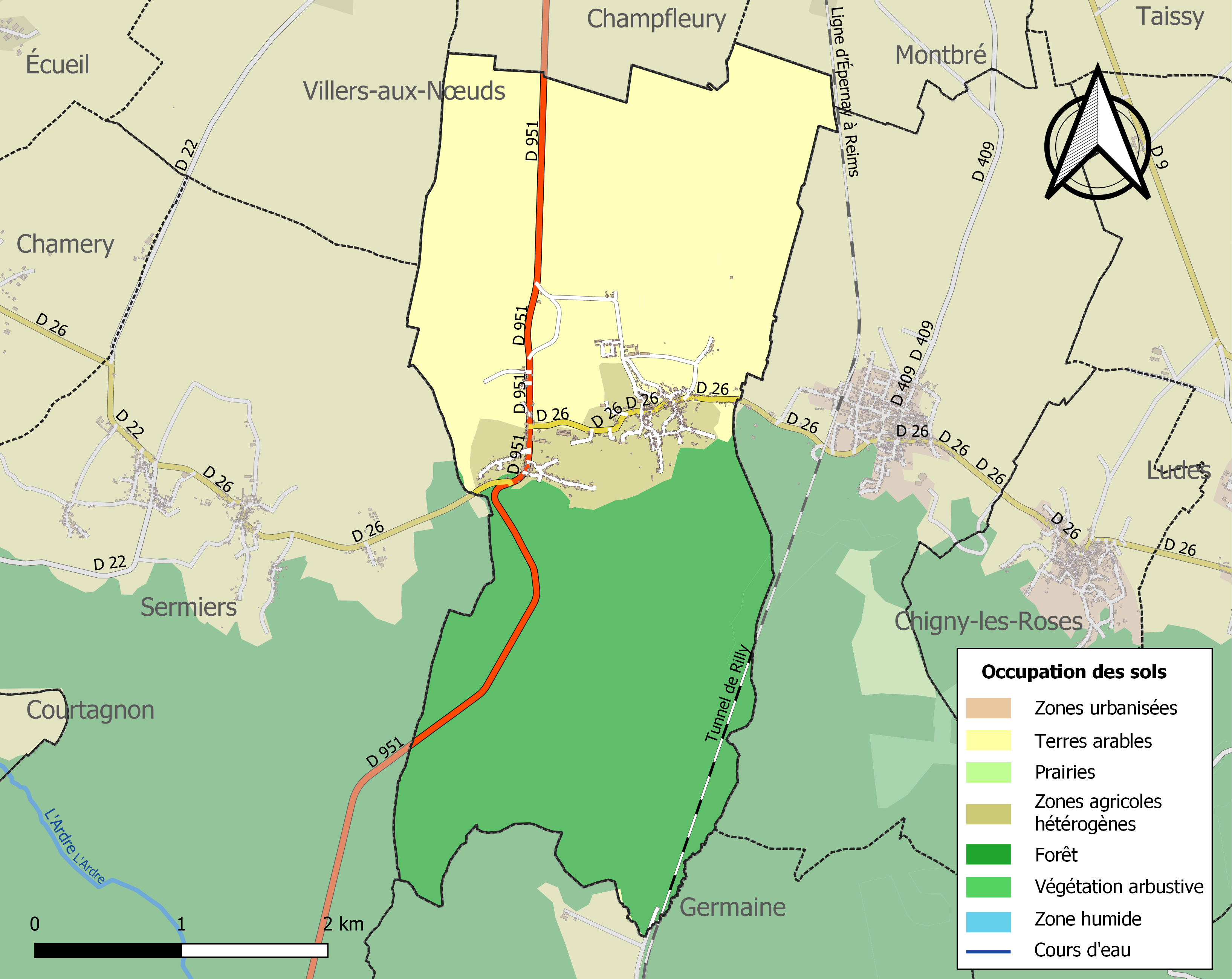
Carte des infrastructures et de l'occupation des sols de la commune en 2018 (CLC).

## Toponymie
Villare pour un domaine et Aledrani, puis Alerani en 1100 ou Alerent au XIIIe siècle qui, selon Longon serait la trace d'un seigneur ancien du lieu[réf. nécessaire].

## Histoire
Au Xe siècle, Hugues Capet donne la terre en fief à l'abbaye de Saint-Remi de Reims et la coutume de Reims y est appliquée. Les habitants ne sont pas des serfs et ne paient en 1145 que la redevance seigneuriale. Le village est alors réputé pour son vin rouge, cité en 1364 pour le sacre de Charles V.
En 1790, le village a une garde nationale dont le capitaine est un nommé Delacroix.
L'essart nommé Mont-Chenot est prospère au XIVe siècle pour ses briqueteries et tuileries. Le lieu accueille actuellement un important EHPAD.

## Politique et administration
| Période                                  | Période  | Identité         | Étiquette | Qualité |
| ---------------------------------------- | -------- | ---------------- | --------- | ------- |
| Les données manquantes sont à compléter. |          |                  |           |         |
| 18??                                     | 18??     | Eugène Desteuque |           |         |
| 19??                                     | 19??     | Paul Stroebel    |           |         |
| Les données manquantes sont à compléter. |          |                  |           |         |
|                                          | mai 1989 | Gérard Lapointe  |           |         |
| 1989                                     | 1995     | Maurice Ribaille |           |         |
| 1995                                     | 2001     | Serge Priolet    |           |         |
| 2001                                     | 2010     | Christian Seze   |           |         |
| 2010                                     | 2014     | Daniel Lagain    |           |         |
| 2014                                     | mai 2020 | Wily Dubos       |           |         |
| mai 2020                                 | En cours | Bernard Weiler   |           |         |

## Démographie
L'évolution du nombre d'habitants est connue à travers les recensements de la population effectués dans la commune depuis 1793. Pour les communes de moins de 10 000 habitants, une enquête de recensement portant sur toute la population est réalisée tous les cinq ans, les populations de référence des années intermédiaires étant quant à elles estimées par interpolation ou extrapolation. Pour la commune, le premier recensement exhaustif entrant dans le cadre du nouveau dispositif a été réalisé en 2005.

En 2022, la commune comptait 934 habitants, en évolution de +6,62 % par rapport à 2016 (Marne : −1,19 %, France hors Mayotte : +2,11 %).
| 1793 | 1800 | 1806 | 1821 | 1831 | 1836 | 1841 | 1846 | 1851  |
| ---- | ---- | ---- | ---- | ---- | ---- | ---- | ---- | ----- |
| 630  | 624  | 702  | 723  | 787  | 798  | 743  | 790  | 1 278 |

| 1856 | 1861 | 1866 | 1872 | 1876 | 1881 | 1886 | 1891 | 1896 |
| ---- | ---- | ---- | ---- | ---- | ---- | ---- | ---- | ---- |
| 738  | 718  | 701  | 688  | 696  | 701  | 651  | 645  | 655  |

| 1901 | 1906 | 1911 | 1921 | 1926 | 1931 | 1936 | 1946 | 1954 |
| ---- | ---- | ---- | ---- | ---- | ---- | ---- | ---- | ---- |
| 640  | 631  | 585  | 689  | 617  | 543  | 521  | 502  | 607  |

| 1962 | 1968 | 1975 | 1982 | 1990 | 1999 | 2005 | 2006 | 2010 |
| ---- | ---- | ---- | ---- | ---- | ---- | ---- | ---- | ---- |
| 564  | 659  | 716  | 794  | 764  | 802  | 818  | 830  | 844  |

| 2015 | 2020 | 2022 | - | - | - | - | - | - |
| ---- | ---- | ---- | - | - | - | - | - | - |
| 880  | 925  | 934  | - | - | - | - | - | - |

. Le pic de population du milieu du XIXe siècle est dû à l'afflux de travailleurs lors du percement du tunnel de la voie de chemin de fer Reims-Épernay.

## Lieux et monuments

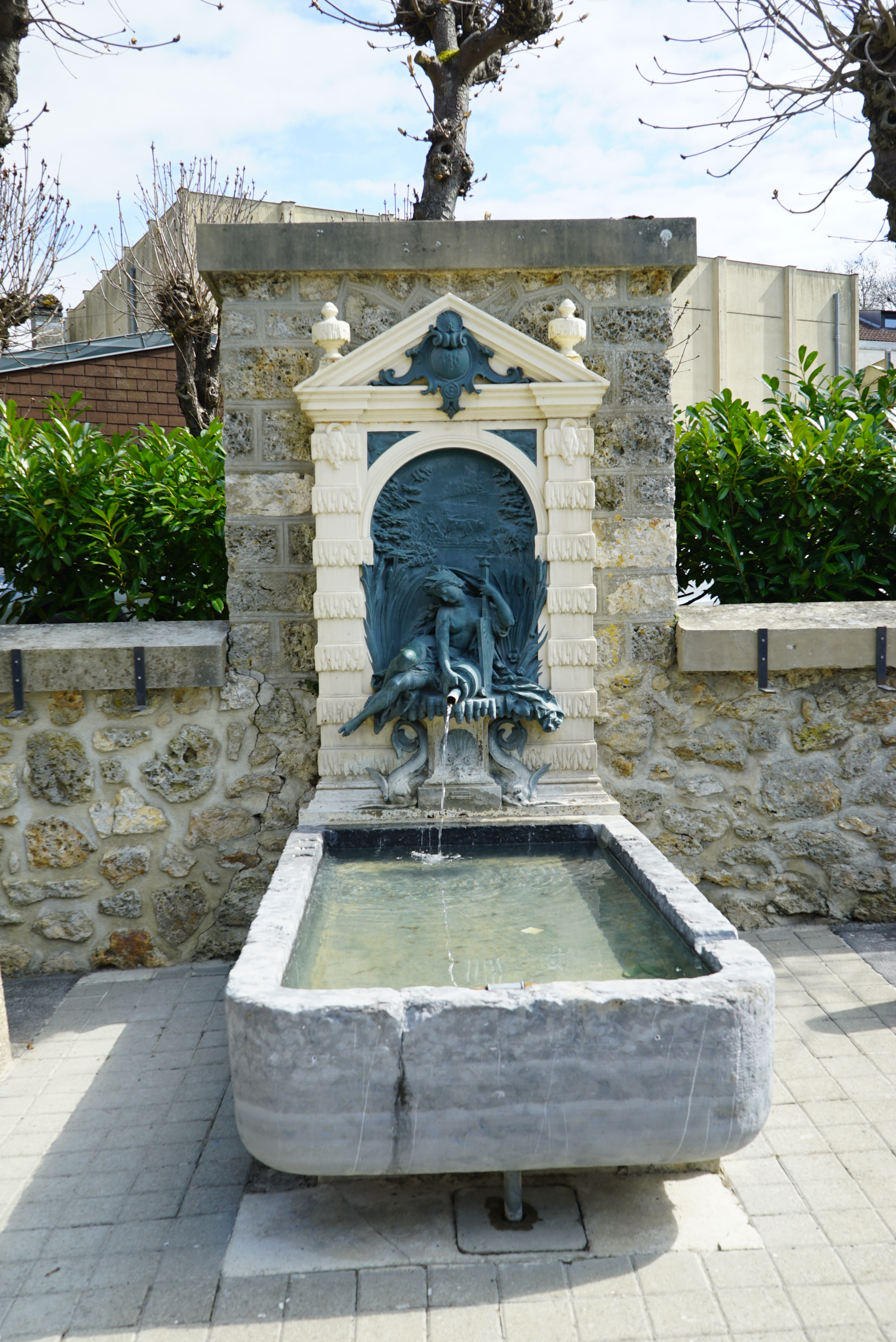
Fontaine sculptée,
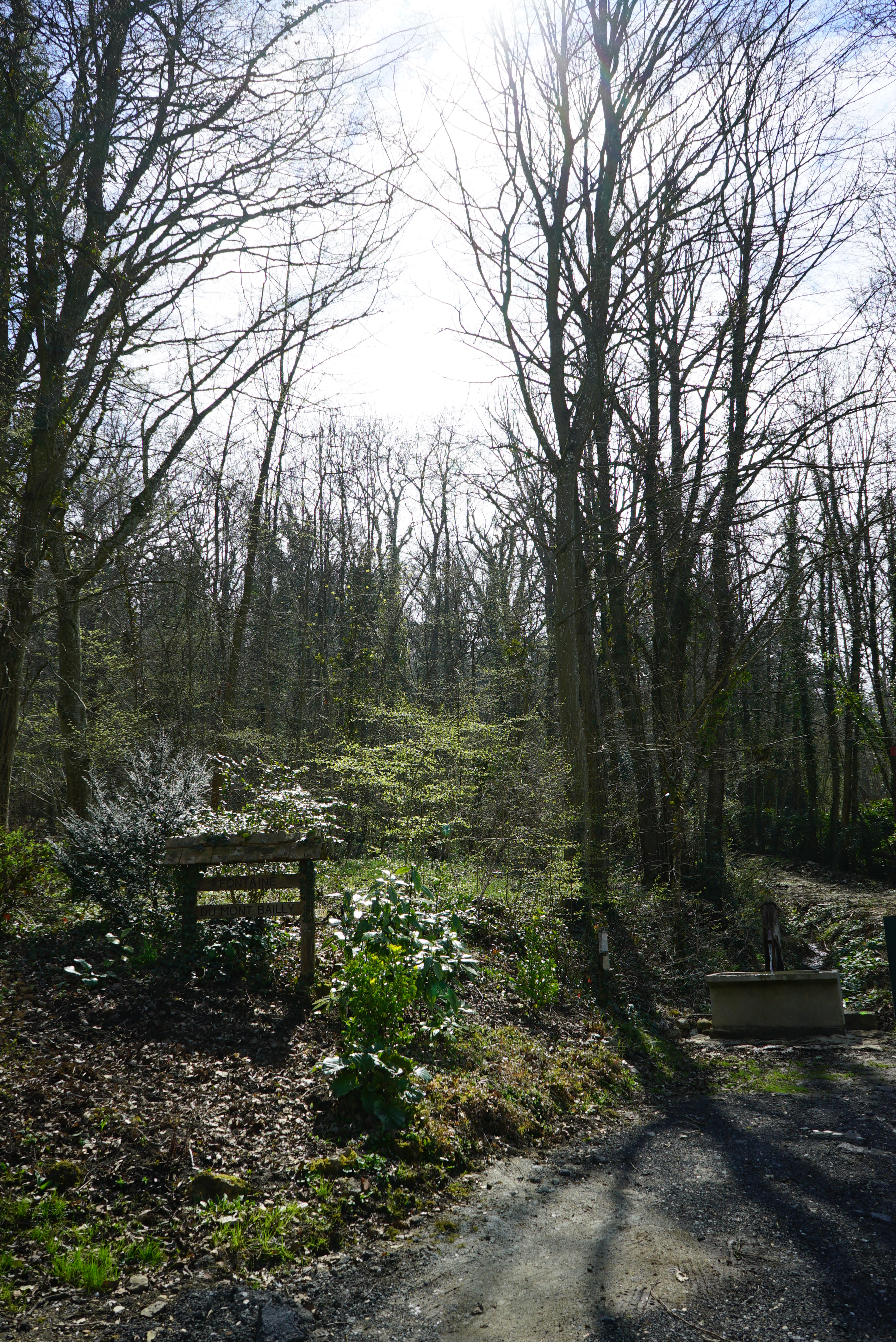
la fontaine du Mont Bailly,
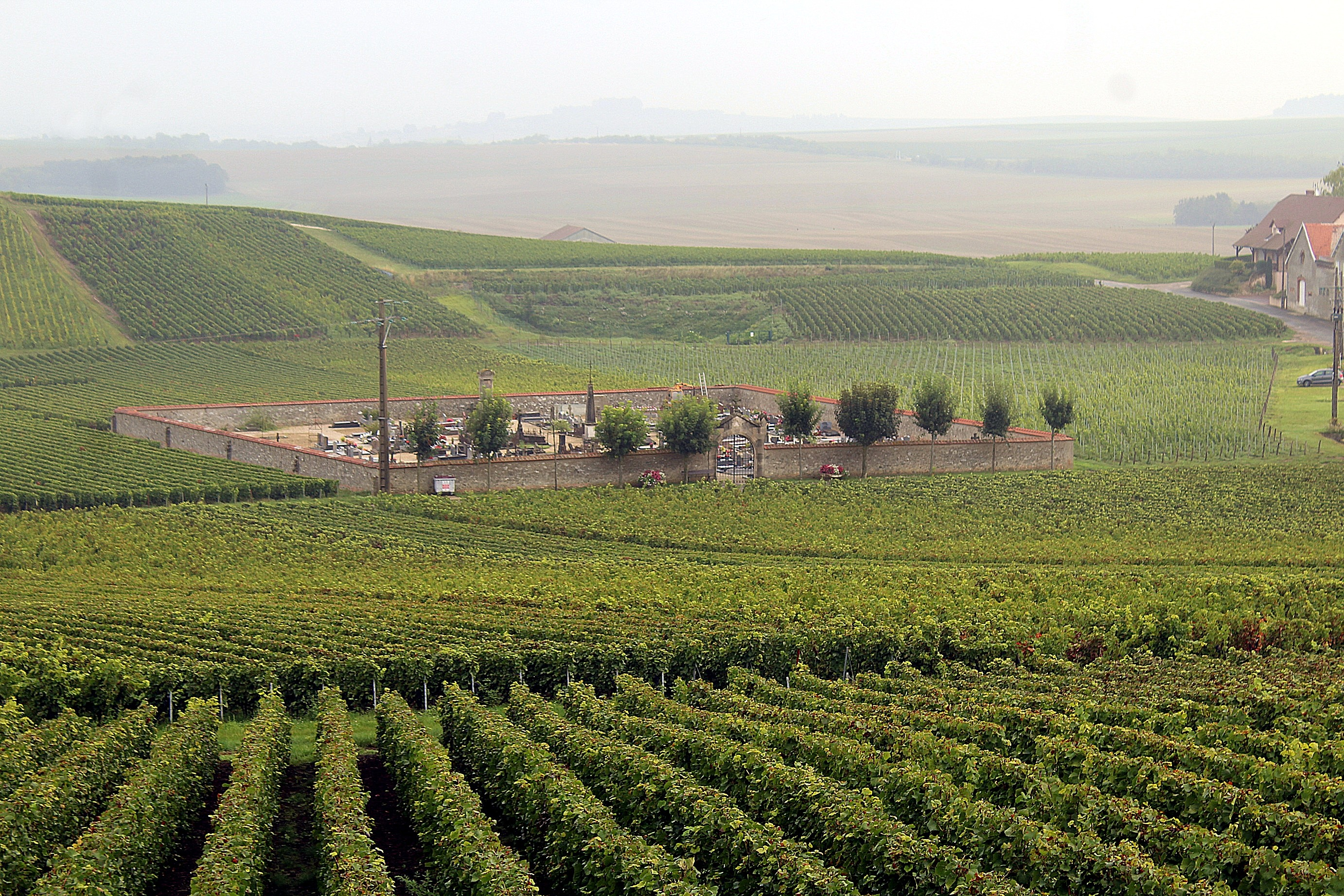
la vigne entre le village et le cimetière,
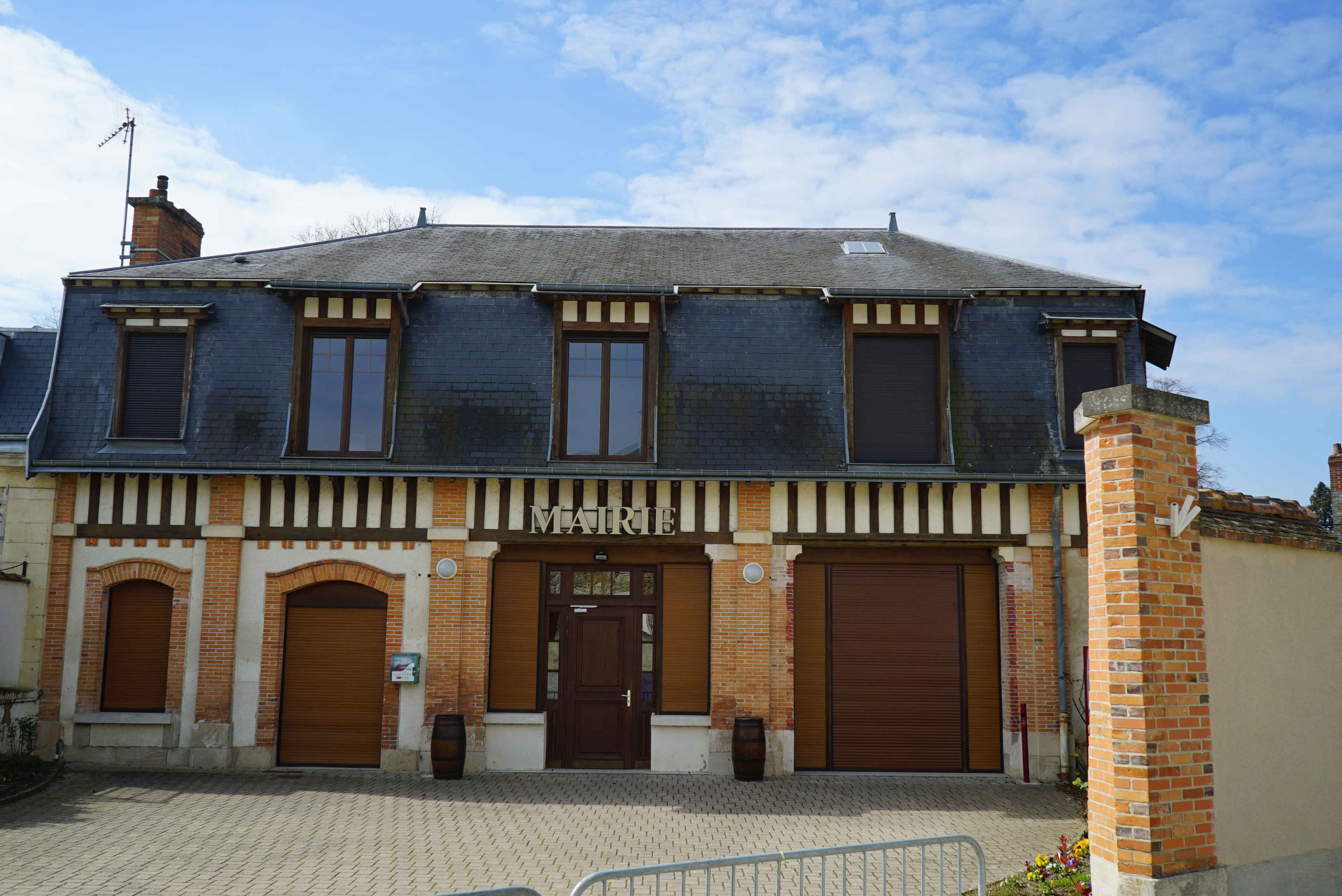
l'hôtel de ville.

- L'église Sainte-Agathe.
- Plusieurs fontaines et lavoirs.
- Le château de la Rosière - devenu un centre aéré.

## Personnalités liées à la commune
- Paul Bocquet, impressionniste champenois.
- Max Sainsaulieu qui y repose et fit construire Le Moulin comme sa résidence.
- Georges Bonnet, compagnon de la Libération, né à Villers-Allerand le 17 novembre 1903.
- Eugène Desteuque (1816-1896), fabricant de tissus, juge au Tribunal de commerce, conseiller municipal puis adjoint au maire de Reims de 1878 à 1892, fut aussi maire de Villers-Allerand. Il épousa à Reims, en 1850, Adèle Palloteau (1829-1910) qui légua, en 1910, à la Ville de Reims une superbe propriété « Le Château de la Rosière », située à Villers-Allerand, pour y installer son école de plein-air[27].
- Charles Desteuque (1851-1897), critique dramatique.
- Éric Jacquinet, prêtre catholique, ancien responsable des jeunes au Vatican.